# Лукшанов, Егор Шурткаевич
Егор Шурткаевич Лукшанов (1932, Калмыцкая АССР — 2005) — советский чабан, Герой Социалистического Труда (1966). Депутат Верховного Совета СССР 7 созыва. Мастер животноводства Калмыцкой АССР.

## Биография
Родился в 1932 году в селе Ачинеры Черноземельного района Калмыцкой АССР. В декабре 1943 года был сослан вместе с семьёй в рамках акции «Улусы» в Сибирь. В 1958 году возвратился в Калмыкию и стал работать с 1959 года в колхозе «Черноземельский» Черноземельного района. Работал в этом колхозе в течение последующих 28 лет. Организовал одну из первых молодёжных бригад в Калмыцкой АССР. Был назначен старшим чабаном этой бригады. В 1963 году вступил в КПСС.
С 1959 года по 1965 год бригада, которой руководил Егор Лукшанов, вырастила около 6 тысяч ягнят, что составляло ежегодно около 110 ягнят от каждой сотни овцематок. За этот же период бригада сдала государству 35 тонн тонкой шерсти, что составило ежегодно в среднем около 7 килограммов с каждой овцы. За выдающиеся достижения в животноводстве был удостоен в 1966 году звания Героя Социалистического Труда.

## Память
- В Элисте на Аллее героев установлен барельеф Егора Лукшанова.

## Награды
- Герой Социалистического Труда — указом Президиума Верховного Совета СССР от 22 марта 1966 года;
- Орден Ленина (22.03.1966);
- Орден Знак Почёта.